# Jolanta Szymanek-Deresz

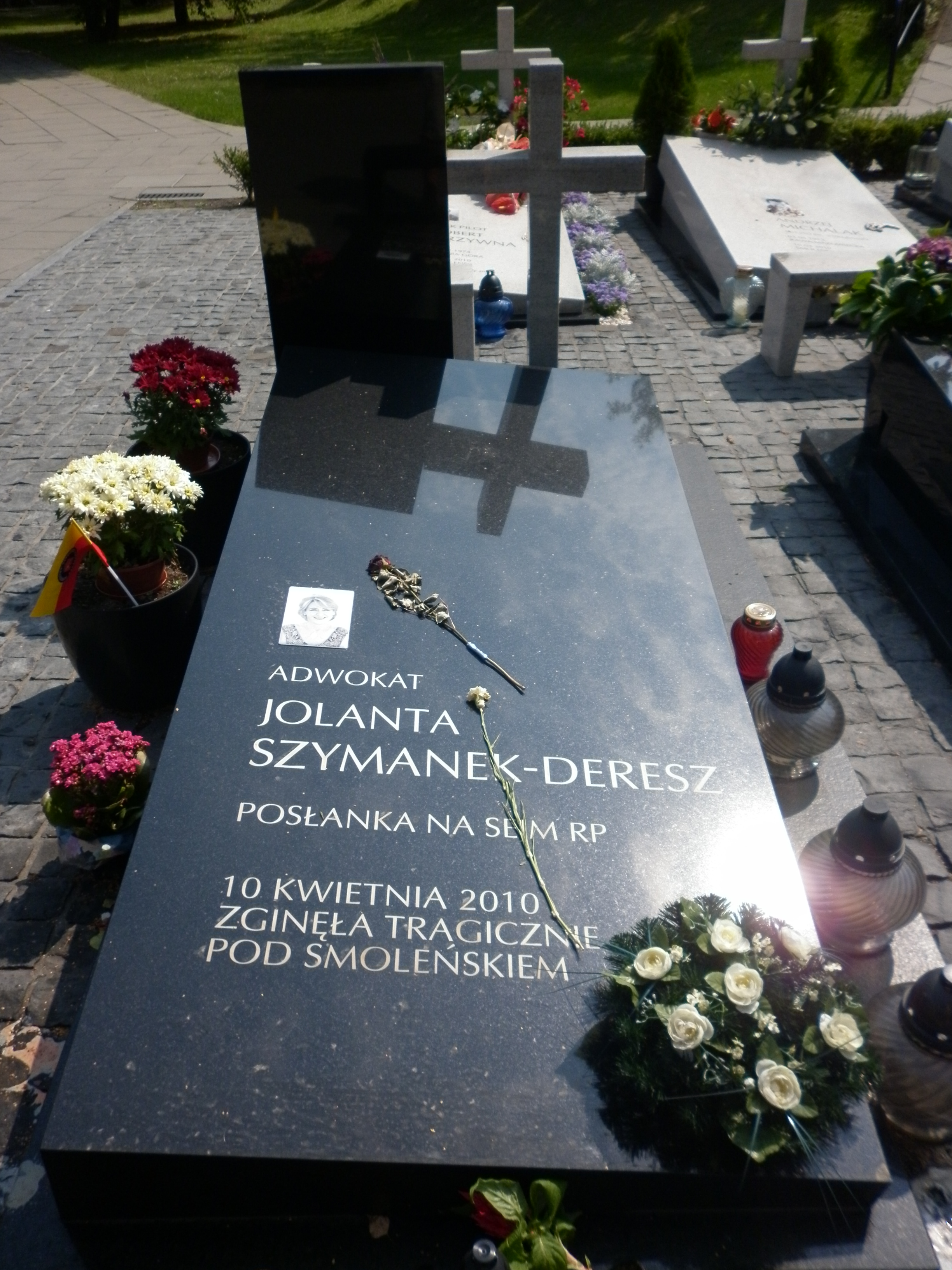
Grób Jolanty Szymanek-Deresz na Powązkach

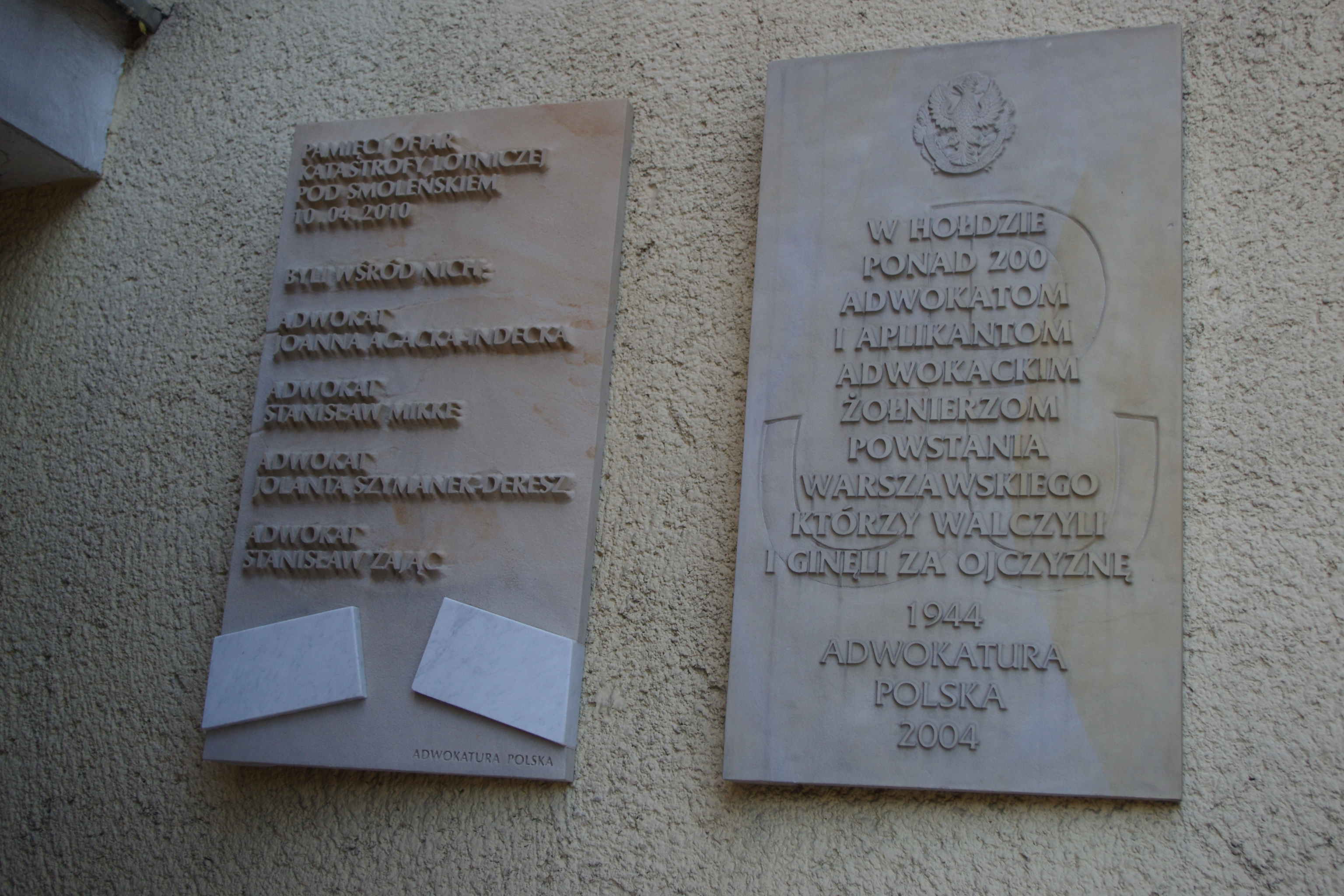
Tablica upamiętniająca adwokatów, którzy zginęli w katastrofie smoleńskiej na budynku Naczelnej Rady Adwokackiej przy ul. Świętojerskiej 16 w Warszawie

Jolanta Dorota Szymanek-Deresz (ur. 12 lipca 1954 w Przedborzu, zm. 10 kwietnia 2010 w Smoleńsku) – polska prawniczka i polityk, adwokat. Posłanka na Sejm V i VI kadencji, w latach 2000–2005 szef Kancelarii Prezydenta RP Aleksandra Kwaśniewskiego.

## Życiorys
Absolwentka XXI Liceum Ogólnokształcącego im. Bolesława Prusa w Łodzi. Początkowo studiowała na Uniwersytecie Łódzkim, ale po dwóch latach przeniosła się do Warszawy. W 1977 ukończyła studia na Wydziale Prawa i Administracji Uniwersytetu Warszawskiego. Po ukończeniu aplikacji sądowej pracowała w Sądzie Rejonowym dla m.st. Warszawy. W 1987 po zdaniu egzaminu adwokackiego rozpoczęła pracę w kancelarii adwokackiej. Od 1996 była członkinią międzynarodowej organizacji zajmującej się prawem konkurencji.
W latach 1979–1990 należała do PZPR. Od 3 stycznia 2000 zajmowała stanowisko podsekretarza stanu w Kancelarii Prezydenta RP, a od 13 czerwca 2000 pełniła funkcję szefa KPRP. 23 grudnia 2000 została ponownie powołana na to stanowisko na okres drugiej kadencji Aleksandra Kwaśniewskiego, zajmowała je do 18 października 2005. W okresie pełnienia tej funkcji została odznaczona estońskim Orderem Białej Gwiazdy I klasy (2002).
W wyborach parlamentarnych w 2005 została po raz pierwszy wybrana posłanką na Sejm V kadencji z okręgu płockiego z listy SLD. W wyborach parlamentarnych w 2007 po raz drugi uzyskała mandat posłanki, kandydując z listy koalicji Lewica i Demokraci i otrzymując 20 536 głosów. Od 22 kwietnia 2008 zasiadała w klubie poselskim Lewica. 1 czerwca 2008 została wiceprzewodniczącą SLD. W 2009 bez powodzenia kandydowała do Parlamentu Europejskiego.
Zginęła 10 kwietnia 2010 w Smoleńsku w katastrofie polskiego samolotu Tu-154M w Smoleńsku w drodze na obchody 70. rocznicy zbrodni katyńskiej. 19 kwietnia 2010 została pochowana w Kwaterze Smoleńskiej na Cmentarzu Wojskowym na Powązkach w Warszawie. Jej ciało zostało ekshumowane wbrew woli rodziny 17 kwietnia 2018 w związku z prowadzonym w Prokuraturze Krajowej śledztwem w sprawie katastrofy smoleńskiej.

## Życie prywatne
Córka Tadeusza Szymanka, sędziego Sądu Najwyższego i prezesa Izby Pracy i Ubezpieczeń Społecznych SN, oraz Zenajdy. Zamężna z Pawłem Dereszem, miała córkę Katarzynę. Jej zięciem był aktor Dariusz Lewandowski.

## Odznaczenia i upamiętnienie
16 kwietnia 2010 została pośmiertnie odznaczona Krzyżem Komandorskim z Gwiazdą Orderu Odrodzenia Polski.
We wrześniu 2010 rada miejska w Płocku przyznała Jolancie Szymanek-Deresz tytuł honorowego obywatela miasta.
16 listopada 2010 przy Starym Rynku 27 w Płocku odsłonięto tablicę pamiątkową poświęconą Jolancie Szymanek-Deresz; tego samego dnia odsłonięto również poświęconą jej tablicę pamiątkową przy ul. Wyzwolenia 31 w Żurominie. 4 kwietnia 2012 na budynku siedziby Naczelnej Rady Adwokackiej przy ulicy Świętojerskiej 16 w Warszawie odsłonięto tablicę pamiątkową poświęconą czterem ofiarom katastrofy smoleńskiej pochodzącym ze środowiska adwokackiego, w tym Jolancie Szymanek-Deresz.

## Wyniki wyborcze
| Wybory | Komitet wyborczy | Komitet wyborczy                              | Organ                              | Okręg | Wynik           |
| ------ | ---------------- | --------------------------------------------- | ---------------------------------- | ----- | --------------- |
| 2005   |                  | Sojusz Lewicy Demokratycznej                  | Sejm V kadencji                    | nr 16 | 9723 (4,22 %)   |
| 2007   |                  | KKW Lewica i Demokraci SLD+SDPL+PD+UP         | Sejm VI kadencji                   | nr 16 | 20 536 (6,69%)  |
| 2009   |                  | KKW Sojusz Lewicy Demokratycznej – Unia Pracy | Parlament Europejski VIII kadencji | nr 6  | 53 381 (11,14%) |